# Benton Township (comté d'Osage, Missouri)
Pour les articles homonymes, voir Benton Township.
Benton Township est un township, situé dans le comté d'Osage, dans le Missouri, aux États-Unis,.
Le township est baptisé en référence à Thomas Hart Benton, sénateur des États-Unis.

### Source de la traduction
- (en) Cet article est partiellement ou en totalité issu de l’article de Wikipédia en anglais intitulé « Benton Township, Osage County, Missouri » (voir la liste des auteurs).